# Вырцово
Вырцово — деревня в Лихославльском районе Тверской области России.
Административно входит в состав муниципального образования — Вёскинское сельское поселение.
Деревня расположена на перекрёстке дорог, ведущих из трёх близлежащих деревень: Гнездцы, Пруды и Рудаево.
Кроме того из деревни есть ещё одна дорога в деревню Плаксино (административно входит в деревню Гнездцы).

## Экономика
На 2010 год основой экономики является огородничество и приусадебное животноводство. Деревня электрифицирована, но не газифицирована.

## Население
Общее количество постоянно проживающих жителей неизвестно.
Однако деревня насчитывает не менее 15 домов.
1. ↑  Всероссийская перепись населения 2010 года. Населённые пункты Тверской области